# Blood (Lianne La Havas)
Blood è il secondo album in studio della cantautrice britannica Lianne La Havas, pubblicato nel 2015.

## Tracce
1. Unstoppable – 5:29 (Lianne La Havas, Paul Epworth)
2. Green & Gold – 4:38 (La Havas, Jamie Lidell, Matt Hales)
3. What You Don't Do – 3:41 (Hales, Sam Dew)
4. Tokyo – 4:29 (La Havas, Hales)
5. Wonderful – 4:16 (La Havas, Hales, Howard Lawrence)
6. Midnight – 3:30 (La Havas, Stephen McGregor, Shea Taylor, Dew)
7. Grow – 3:39 (La Havas, Mark Batson)
8. Ghost – 3:44 (La Havas, Hales)
9. Never Get Enough – 3:22 (La Havas, Batson)
10. Good Goodbye – 3:49 (La Havas, Hales)